# Leucophora mallochii
Leucophora mallochii är en tvåvingeart som först beskrevs av Huckett 1924.  Leucophora mallochii ingår i släktet Leucophora och familjen blomsterflugor.
Artens utbredningsområde är New York. Inga underarter finns listade i Catalogue of Life.